# ナンバーリンク
ナンバーリンクは、盤面にある同じ数字同士を線でつなぐペンシルパズルである。同様なパズルに、アルファベットを線でつなぐアルファベットコネクションがある。ここでは、主にナンバーリンクについて書き、アルファベットコネクションとの違いは必要に応じて適宜記載する。

## ルール
- 盤面にある同じ数字同士を線でつなぐ。
- 線は縦横に引き、斜めには引かない（斜めに接したマス同士を直接線で結ばない）。
- 線は交差や枝分かれをしない。また、1つのマスに2本以上の線が入ることもない。

アルファベットコネクションにおいては、上記の「マス」が「交差点」に置き換わる。

## 例題
| 3 |   | . |   | 1 |
| . |   |   |   | . |
|   | 2 |   | 3 | . |
|   | . | . | . | . |
| 1 | . | . | . | 2 |

同じ問題をアルファベットコネクションの形にすると以下のようになる。
| ■ | ■ | ■ | ■ | ■ | ■ | ■ | ■ | ■ | ■ | ■ |
| ■ | B |   |   |   |   |   |   |   | A | ■ |
| ■ |   | ■ |   | ■ |   | ■ |   | ■ |   | ■ |
| ■ |   |   |   |   |   |   |   |   |   | ■ |
| ■ |   | ■ |   | ■ |   | ■ |   | ■ |   | ■ |
| ■ |   |   | C |   |   |   | B |   |   | ■ |
| ■ |   | ■ |   | ■ |   | ■ |   | ■ |   | ■ |
| ■ |   |   |   |   |   |   |   |   |   | ■ |
| ■ |   | ■ |   | ■ |   | ■ |   | ■ |   | ■ |
| ■ | A |   |   |   |   |   |   |   | C | ■ |
| ■ | ■ | ■ | ■ | ■ | ■ | ■ | ■ | ■ | ■ | ■ |

## 歴史
同じものを線でつなぐというパズルはナンバーリンクの登場以前から存在していた。ナンバーリンクは、それを枠の中に取り込むことによって、線の引き方を厳密化させたパズルといえる。
初期に発表されたと考えられる同種のものを結ぶパズルとして、アメリカのエド・ペグJr）は、サム・ロイドが1897年に発表した「パズルランドパーク」問題をあげている。この問題は、中にある建物と外壁の門とを結ぶ問題である。
1917年にはヘンリー・アーネスト・デュードニーが問題を発表している。この問題は、現在のナンバーリンクやアルコネにも共通する以下の特徴を備えている。
- 結ぶものが盤面の内部に配置されている。（ロイドの問題は線の一端が外周上になっていた）
- 結ぶ対象が文字で示されている。
- 盤面が方形。
- 線を引く方法が限定されている。（線は格子状に引かれた点線上に引く）

ナンバーリンクが初めて『パズル通信ニコリ』に掲載されたのは、1987年（17号）であり、1989年に初の単行本が発売されている。

## 解法
多くのペンシルパズルと違い、ナンバーリンクは完全な理詰めでは解けないことが多く、勘で解けることも多い。

### 別解
理詰めで解けないことから、パズル誌でも稀に別解がある問題が掲載されることがある。
ルールに明記されていないので、「全てのマスに線が通る」必要はない。そのため、別解で最も多いのは、下の例のようにマスの多くが余ってしまうつなぎ方が存在する「短絡解」と呼ばれるものである。
| 1 | ━ | ┓ |   |
|   | 2 | 1 |   |
|   | ┗ | ━ | 2 |

（作意解は1が左下を通り2が右上を通る）

## その他
ナンバーリンクには「ナンリン」、アルファベットコネクションには「アルコネ」という略称がある。特に後者は、「歩こうね」との掛詞になっている。
『パズル通信ニコリ』では短絡解の別称として「関西解」という言葉がある。以前に関西の読者からの投稿作品に短絡解があり、別の関西の読者からその短絡解を指摘されたことからこの呼び名がついた。